# Sixten Sason
Sixten Sason, de son vrai nom Karl-Erik Sixten Andersson, né le 12 mars 1912 à Skövde et mort le 1er avril 1967 à Solna, est un designer industriel suédois. Il doit sa notoriété au fait d'avoir dessiné les premières automobiles Saab.

## Biographie
Né d'un père tailleur de pierre, Sixten Sason part très vite vivre en-dehors de Skövde, sa ville natale. Passionné de technique, il commence, adolescent, à exécuter des schémas et des illustrations pour des magazines automobiles. À quinze ans, il envoie un dessin à Husqvarna, à partir duquel sera fabriqué un modèle de réservoir à essence. Husqvarna l'engagera ensuite, en 1928, comme dessinateur pour réaliser des motos. En 1930, il effectue son service militaire, comme mécanicien d'entretien. Victime d'un accident d'avion, il passera une longue période à l'hôpital entre 1934 et 1939, période qu'il mettra à profit pour étudier et continuer à illustrer des magazines. Il réalisera entre autres les plans d'un garage circulaire en 1936, nombre d'illustrations sur sa vision de l'urbanité, puis des schémas pour un projet de pont reliant la Suède au Danemark, le Öresundsbro (pont du Öresund), en 1939. La même année, Saab l'engage, pendant la Seconde Guerre mondiale, dans le design aéronautique militaire. Après la guerre, il fondera son propre cabinet de design, Sixten Sason AB, qui recevra les commandes de plusieurs entreprises dont Saab, Electrolux, Husqvarna, Monark ou encore Hasselblad.

## Carrière chez Saab
En 1939, Sixten Sason, alors âgé de 27 ans, est engagé chez Saab, où il dessine des avions et diverses pièces détachées. Il fera aussi quantité d'écorchés, de fiches techniques et d'illustrations de catalogue. Après la Seconde Guerre mondiale, Saab fera appel au tout nouveau cabinet de design Sixten Sason AB, pour contribuer au projet 92 ; la voiture née de la diversification des activités du constructeur. Pour ce premier modèle, il s'inspirera largement de la structure de l'avion Saab J21, et favorisera l'aérodynamisme, la légèreté et la rigidité monocoque.
Nommé officiellement directeur du design dans la division automobile de Saab, il supervisera la réalisation des modèles 93, Sonett, 95, 96 ainsi que celle de la 99, qu'il terminera en 1967 mais dont il ne verra jamais le lancement. Cette dernière marquera les fondamentaux du design Saab des années à venir, notamment chez la 900 classique qui reprendra le « capot-coquillage », l'angle « crosse de hokey » du pilier C et la large bande de vitrage très arrondie au niveau du pare-brise. Il réalisera également un concept car sportif, accepté par Saab sous la désignation Catherina, dont le prototype sera assemblé en 1963 dans un atelier de la Svenska Järnvagsverkstäderna (ASJ), à Katrineholm dont sera inspiré le nom. Le jeune Björn Envall, qu'il avait engagé à 18 ans au sein de son cabinet, prendra sa succession chez Saab.

## Principales réalisations
- Electrolux

Aspirateur Z70 (1957) ; 
- Hasselblad

Appareil photo 1600F (1948)
- Husqvarna

Machine à coudre Zig Zag (1953) ; Moto Silverpilen (1955)
- Monark

Scooter Monarscoot (1957)
- Saab

Ursaab (1947) ; Saab 92 (1947) ; Saab 93 (1954) ; Saab 94 ou Sonett (1956) ; Saab 95 ou 96 Estate (1960) ; Saab 96 (1959) ; Saab Catherina (1963) ; Saab 99 (1967).

## Galerie

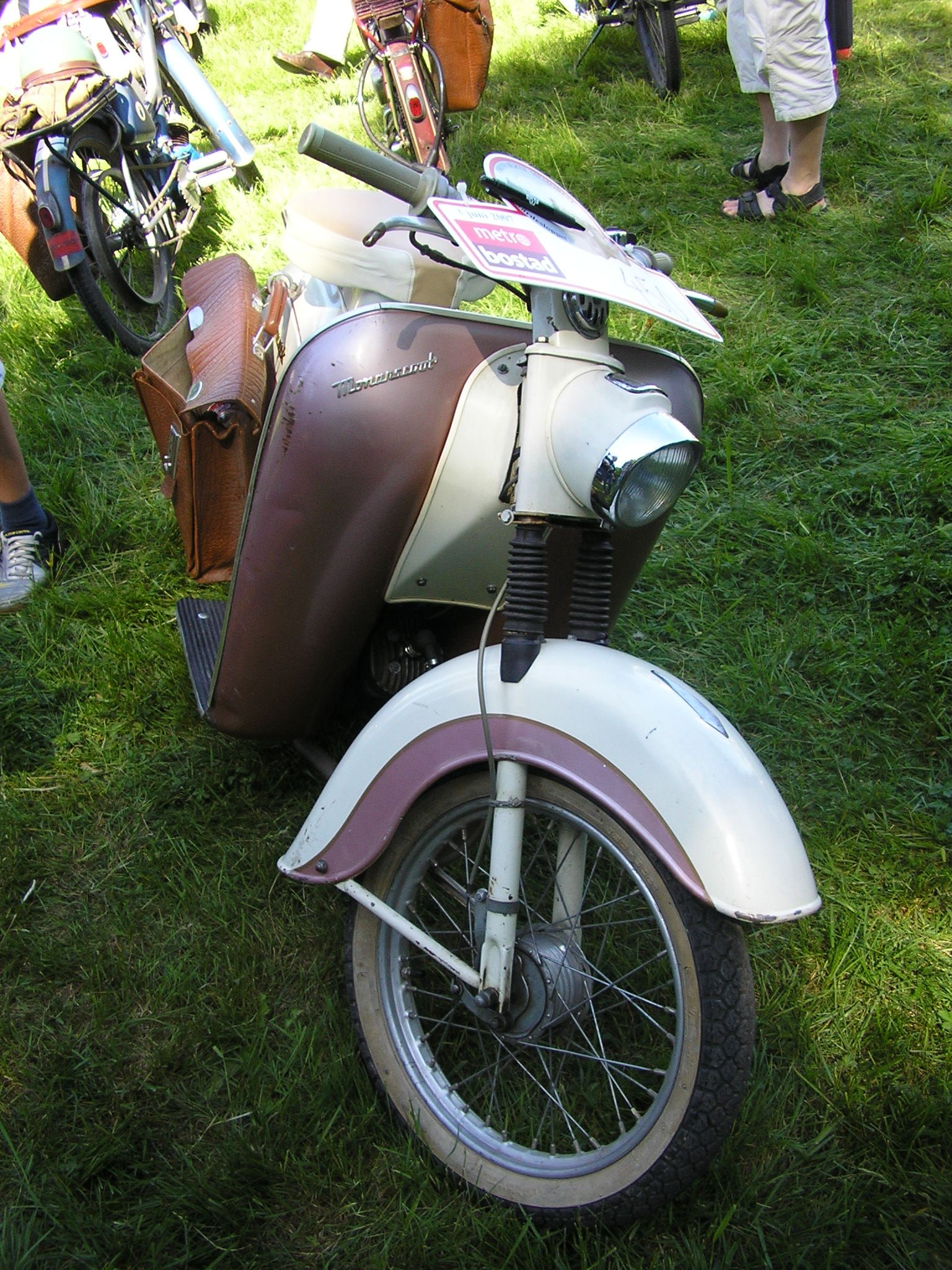
Scooter Monarscoot (1957).
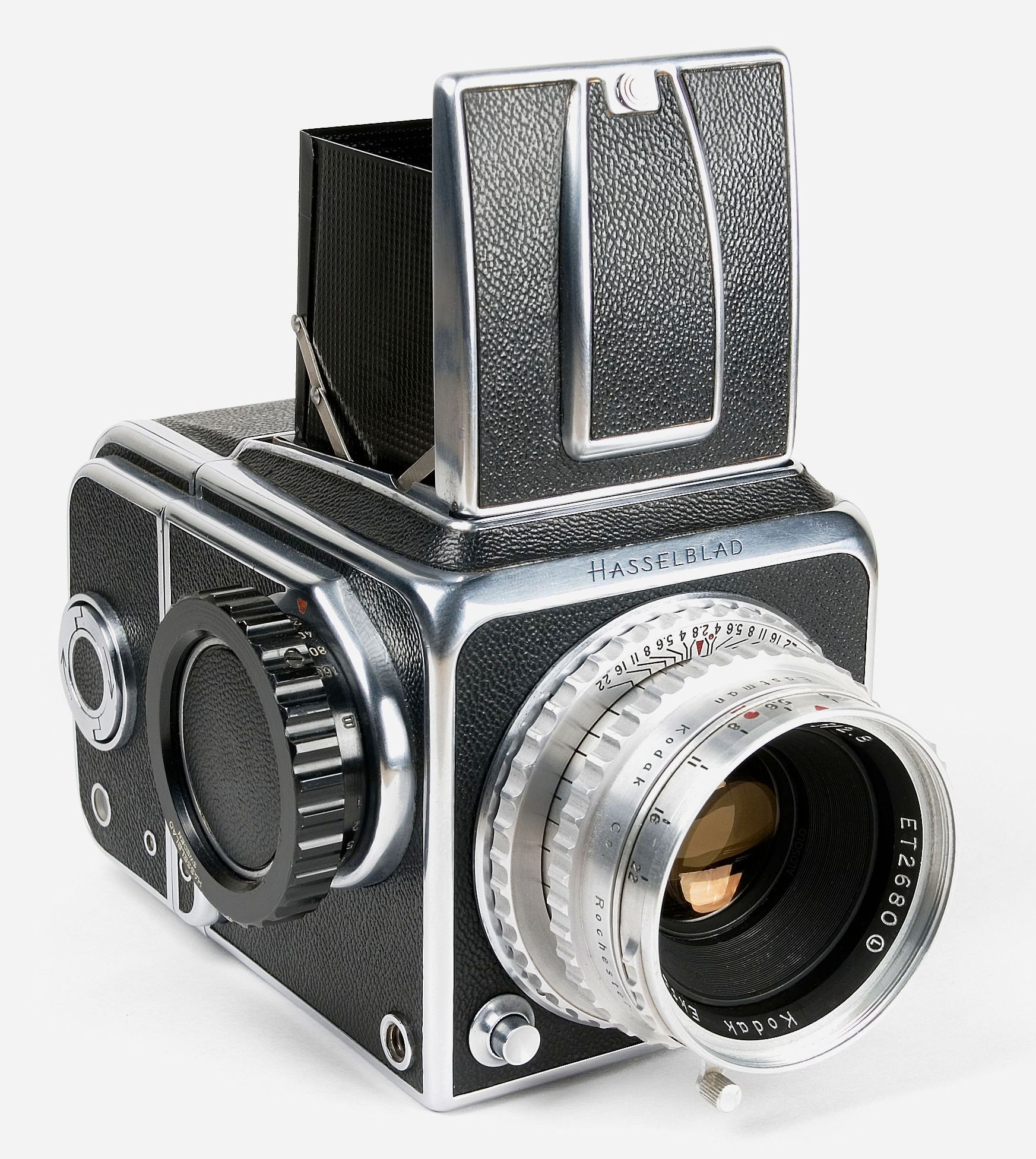
Hasselblad 1600F (1948).
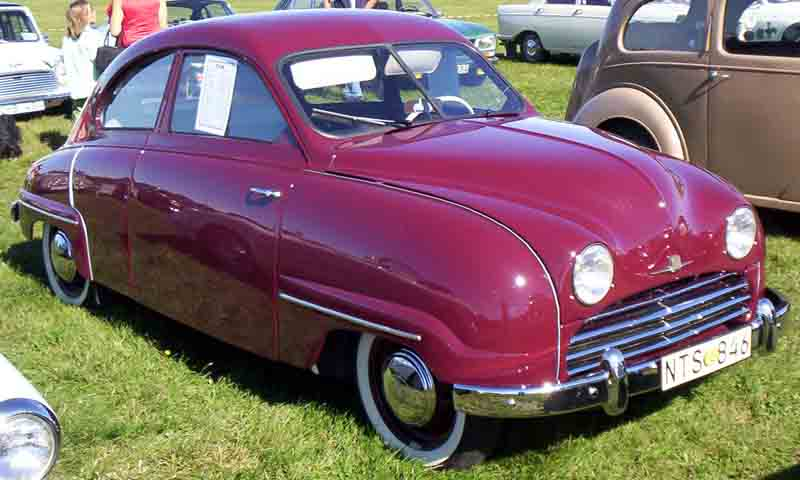
Saab 92B (1956).
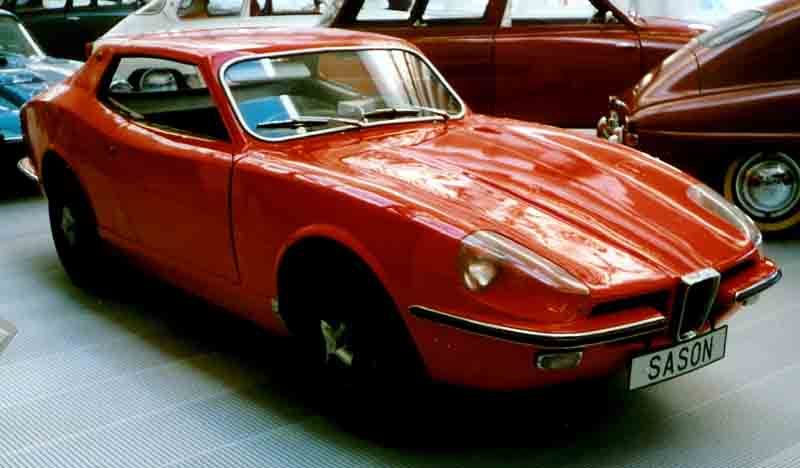
Saab Catherina (1963).
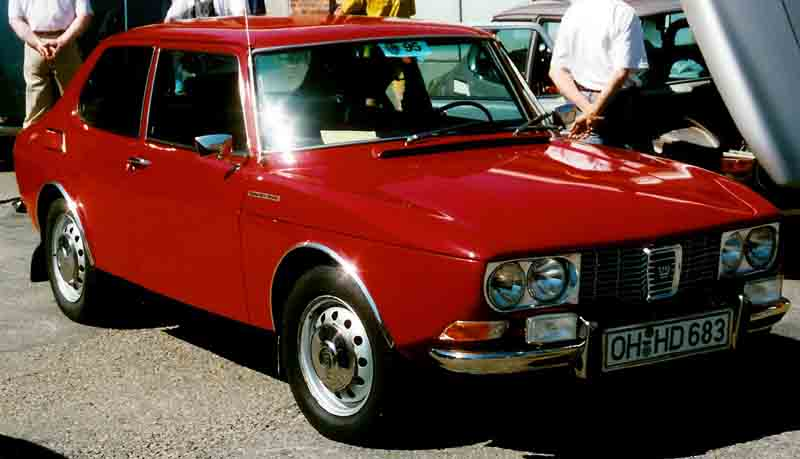
Saab 99 (1967).